# Stephanie D'Hose
Stephanie D'Hose, née le 1er juin 1981 à Roulers, est une femme politique belge néerlandophone, membre du parti libéral flamand Open VLD.
Elle est présidente du Sénat de Belgique, du 13 octobre 2020 au 18 mai 2024. Pour cette fonction, elle a été préférée au sénateur coopté Rik Daems. Son élection suit la formation d'un gouvernement dirigé par Alexander De Croo.
Lors de son élection, elle est la plus jeune titulaire de cette charge, et aussi la cinquième femme occupante du perchoir de la chambre haute belge après Anne-Marie Lizin, Sabine de Bethune, Christine Defraigne et Sabine Laruelle.